# BMW M30
| M30                            | M30 |
| ------------------------------ | --- |
|                                | |
| Виробник:                      | BMW |
| Марка:                         | M30 |
| Тип:                           | L6 |
| Робочий об'єм:                 | 2494 куб.см (152 куб. дюймів) 2788 куб.см (170 куб. дюймів) 2986 куб.см (182 куб. дюймів) 3210 куб.см (196 куб. дюймів) 3295 куб.см (201 куб. дюйм) 3430 куб.см (209 куб. дюймів) см3 |
| Максимальна потужність:        | 148–215 к.с. к.с. (110–160 кВт кВт ) |
| Максимальний обертовий момент: | 211–310 Н⋅м (156–229 фунт⋅фут) Н·м |
| Конфігурація:                  | L |
| Циліндрів:                     | 6 |
| Клапанів:                      | 24 |
| Хід поршня:                    | 71,6 мм (2,8 дюйма) 80,0 мм (3,1 дюйма) 86,0 мм (3,4 дюйма) 88,0 мм (3,5 дюйма) мм |
| Діаметр циліндра:              | 86,0 мм (3,4 дюйма) 89,0 мм (3,5 дюйма) 92,0 мм (3,6 дюйма) мм |
| Охолодження:                   | рідинне охолодження |
| Газорозподільний механізм:     | SOHC |
| Матеріал блоку циліндрів:      | Чавун |
| Матеріал ГБЦ:                  | Алюміній |
| Тактність (число тактів):      | 4 |
| Рекомендоване паливо:          | Бензин |

BMW M30 — рядний шестициліндровий бензиновий двигун з компоновкою розподільного валу SOHC, який випускався з 1968 по 1995 рік. З 27-річним періодом виробництва. Двигун BMW, який випускався найдовше за всю історію, і використовувався в багатьох моделях автомобілів.
Першими моделями, які використовували двигун M30, були седани BMW 2500 і 2800. Початкові моделі M30 випускалися з робочим об'ємом 2,5 к.с. (2 494 куб.см) і 2,8 к.с. (2 788 куб.см). З часом були представлені версії з більшим об'ємом, причому найбільша версія була (3430 куб.см), який іноді позначався як «3,5 літра». Розроблявся на основі чотирициліндрового двигуна BMW M10. M30 має залізний блок, алюмінієву головку та верхній розподільний вал з двома клапанами на циліндр.
Двигун отримав прізвиська «Велика шістка» та «Старша шістка» після випуску меншого рядного шестициліндрового двигуна BMW M20 наприкінці 1970-х років. M30 випускався разом з M20 протягом усього виробництва M20, і до появи двигуна BMW M70 V12 у 1987 році M30 був найпотужнішим і найбільшим двигуном BMW у виробництві на ті часи.
Після представлення двигуна BMW M50 у 1990 році, M30 почав поступово виходити з виробництва.
Компанія Ward's оцінила M30 як один із «Найкращих двигунів 20-го століття».

## Дизайн
M30 спочатку був розроблений наприкінці 1960-х років на базі чотирициліндрового двигуна BMW M10, який вперше використовувався в седанах і купе BMW New Class.  Спочатку код двигуна був «M06» і «M68», поки всі версії не почали використовувати префікс «M30» у 1981 році.
Спільні риси між M10 і M30 включають профіль, що опускається на 30 градусів праворуч, головку циліндра з перехресним потоком (головка потоку газу в пізніших конструкціях) і розподільним валом із ланцюговим приводом із приводом клапана коромисла. Інші подібності включають чавунний блок з алюмінієвою головкою та кованим колінчастим валом. Першими двома представленими двигунами M30 були 2,5 л (2494 куб.см) і 2,8 л (2788 куб.см), обидва з яких використовували циліндр 86 мм (3,39 дюйма).

## Двигун M30B35LE/M90
Двигун M30B35LE, також називали M90, використовувався в кількох моделях з 1979 по 1982 рік. Поєднує в собі блок двигуна BMW M88 DOHC для автоспорту та головку блоку циліндрів SOHC від M30.

## Версії
| Версія  | Об‘єм                   | Вихідна потужність                                       | Крутний момент                       | Рік      |
| ------- | ----------------------- | -------------------------------------------------------- | ------------------------------------ | -------- |
| M30B25V | 2 494 см3 (152,2 дюйм3) | 150 PS (110 кВт; 150 PS; 148 гальм. к. с.) на 6000 об/хв | 211 Н⋅м (156 фунт⋅фут) на 3700 об/хв | 1968 рік |
| M30B25  | 2 494 см3 (152,2 дюйм3) | 150 PS (110 кВт; 150 PS; 148 гальм. к. с.) на 6000 об/хв | 215 Н⋅м (159 фунт⋅фут) на 3700 об/хв | 1981 рік |
| M30B28V | 2 788 см3 (170,1 дюйм3) | 170 PS (125 кВт; 170 PS; 168 гальм. к. с.) на 6000 об/хв | 235 Н⋅м (173 фунт⋅фут) на 3700       | 1968 рік |
| M30B28  | 2 788 см3 (170,1 дюйм3) | 135 кВт (181 гальм. к. с.) на 5800 об/хв                 | 240 Н⋅м (177 фунт⋅фут) на 4200 об/хв | 1977 рік |
| M30B30V | 2 986 см3 (182,2 дюйм3) | 180 PS (132 кВт; 180 PS; 178 гальм. к. с.) на 6000 об/хв | 255 Н⋅м (188 фунт⋅фут) на 3700 об/хв | 1971 рік |
| M30B30  | 2 986 см3 (182,2 дюйм3) | 200 PS (147 кВт; 200 PS; 197 гальм. к. с.) на 5500 об/хв | 272 Н⋅м (201 фунт⋅фут) на 4300 об/хв | 1971 рік |
| M30B32  | 3 210 см3 (195,9 дюйм3) | 200 PS (147 kW; 200 PS; 197 bhp) на 5500 об/хв           | 285 Н⋅м (210 фунт⋅фут) на 4300 об/хв | 1976 рік |
| M30B33V | 3 295 см3 (201,1 дюйм3) | 139 кВт (186 гальм. к. с.) на 5500 об/хв                 | 289 Н⋅м (213 фунт⋅фут) на 3500 об/хв | 1973 рік |
| M30B34  | 3 430 см3 (209,3 дюйм3) | 160 кВт (215 гальм. к. с.) на 5800 об/хв                 | 310 Н⋅м (229 фунт⋅фут) на 4200 об/хв | 1982 рік |
| M30B35  | 3 430 см3 (209,3 дюйм3) | 155 кВт (208 гальм. к. с.) на 5700 об/хв                 | 305 Н⋅м (225 фунт⋅фут) на 4000 об/хв | 1988 рік |

### M30B25V

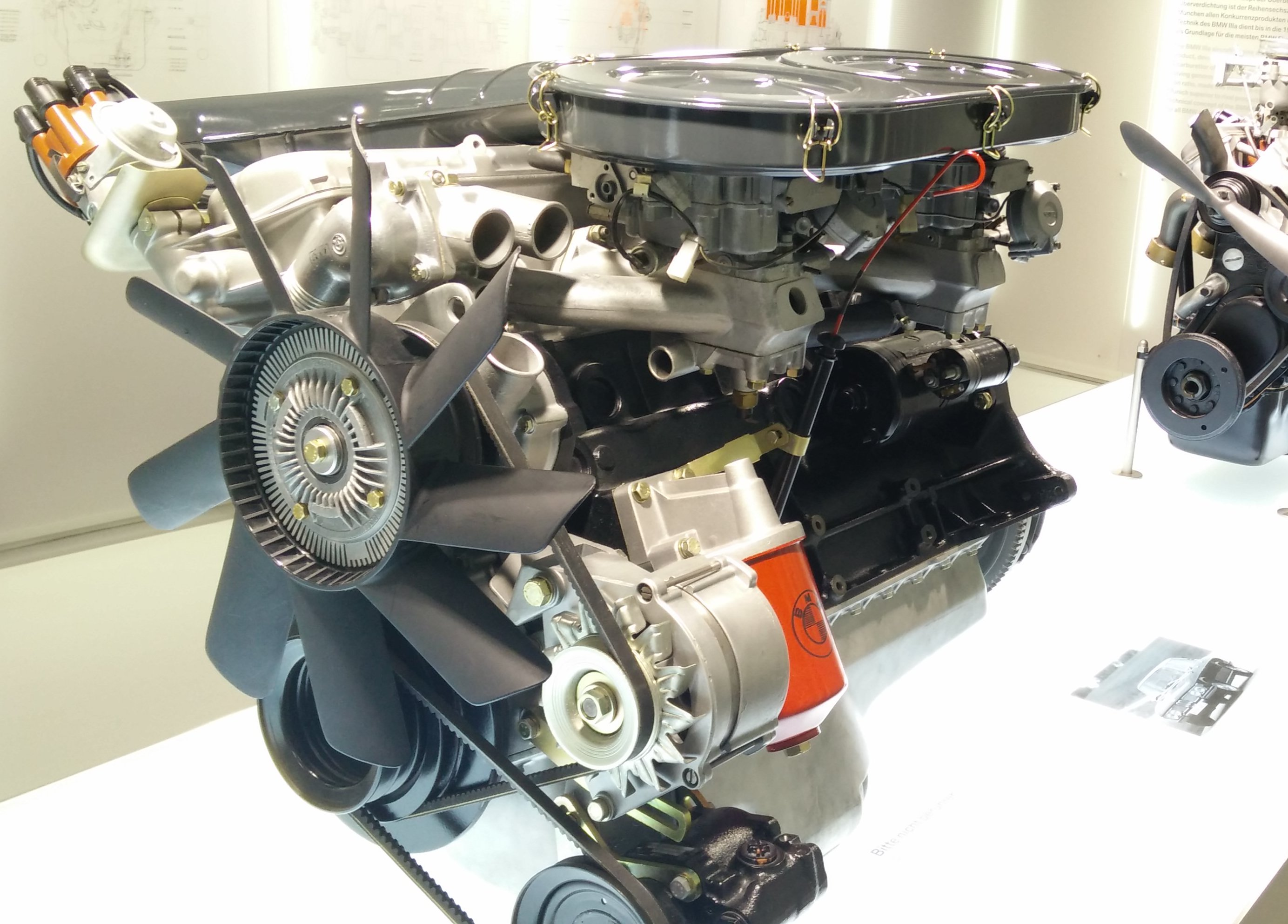
BMW M30 з карбюратором
в музеї BMW

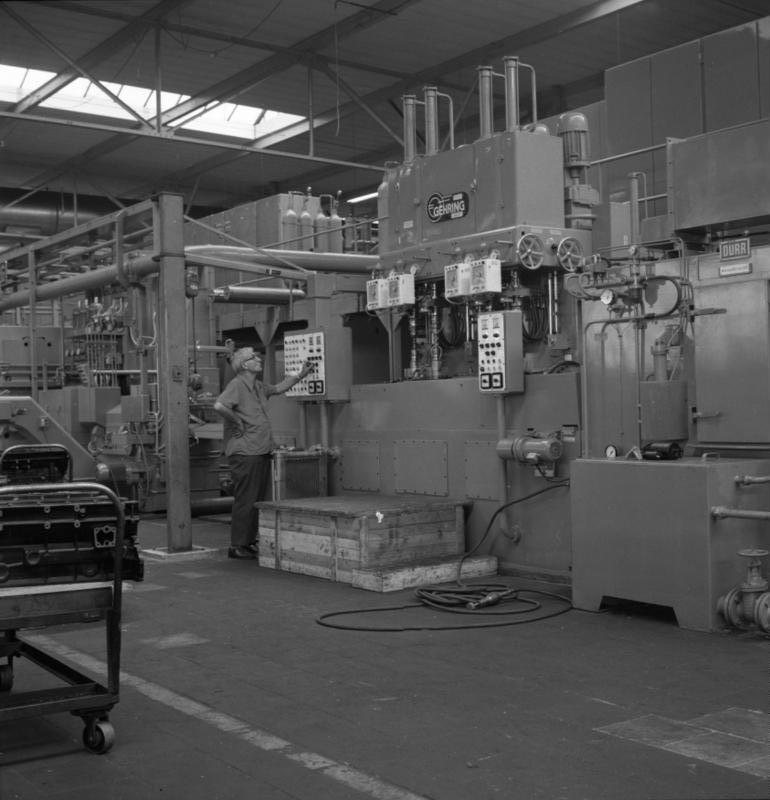
Виробництво M30 в Мюнхені

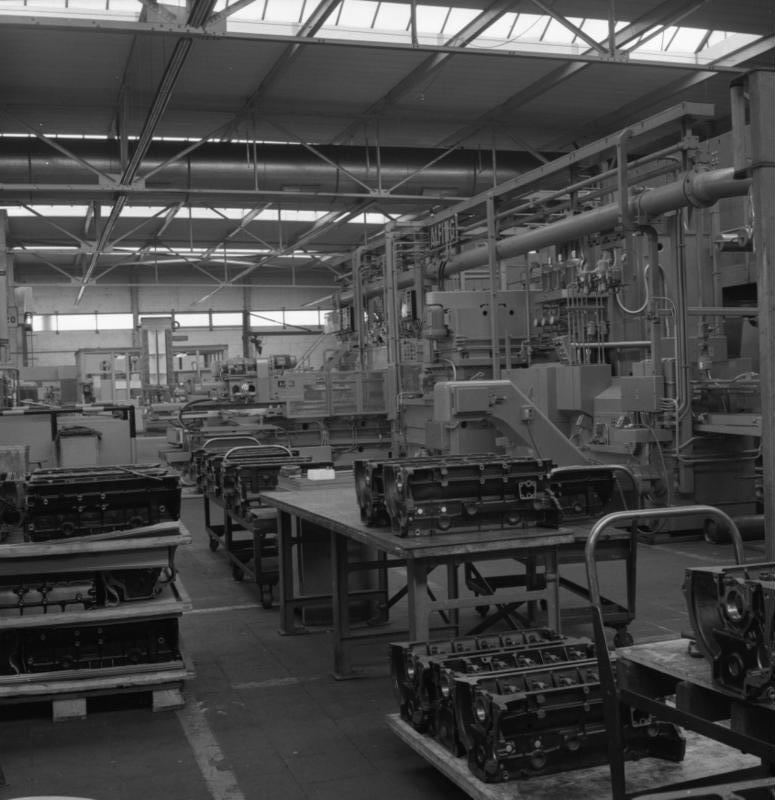
Виробництво M30 в Мюнхені

Перші (2494 куб.см) версія M30 була представлена в E3 2500 1968 року. Ця версія використовує подвійні карбюратори Solex Zenith 35/40 INAT, має ступінь стиснення 9,0:1 і видає потужність в 110 кВт (148 к.с.) у більшості програм. Має діаметр циліндра 86 мм (3,39 дюйма) і хід 71,6 мм (2,82 дюйма).
M30B25 раніше називався M06 і M68, перш ніж BMW заднім числом перейменувала його в M30B25V (V для Vergaser — карбюратор німецькою).
Застосування:
- 1968—1977 E3 2500
- 1974—1975 E9 2.5 CS
- 1973—1976 E12 525—145 к.с. (107 кВт)[8]
- 1976—1981 E12 525
- 1977—1979 E23 725[10]

### M30B25
У 1981 році до 2494 см³ (152,2 куб. дюймів) моделей було додано систему електронного впорскування палива Bosch L-Jetronic. версії. Пікова потужність залишилася без змін на рівні 110 кВт (148 к.с.), однак крутний момент трохи збільшився до 215 Н·м.
Застосування:
- 1981—1987 E28 525i[11]
- 1981—1986 E23 725i[12][13]

### M30B28V
У своїй оригінальній формі карбюраторний 2.8 використовував два карбюратори Solex Zenith «35/40 INAT», ступінь стиснення 9,0:1 і двигун виробляє 170 PS (125 кВт) і 24,0 кг·м (235 Н·м; 174 фунтів·фут). Технічні характеристики змінювалися залежно від року випуску, карбюратора та країни. Діаметр отвору 86 мм (3,39 дюйма), а хід становить 80 мм (3,15 дюйма).
Ця версія також була відома як M06 і M68, до того як BMW перейменувала її в M30B28V.
- 1968—1977 E3 2800 / 2.8L — 125 кВт (170 к.с.)[14][15]
- 1968—1971 E9 2800 CS — 125 кВт (170к.с.)[16]
- 1971—1971 E3 Баварія — 125 кВт (170к.с.)[17][18] лише для США
- 1974—1976 E12 528—165 PS (121 kW; 163 hp) подвійні карбюратори Zenith INAT[19][20][21]
- 1976—1978 E12 528—125 кВт (170к.с.), карбюратор Solex 4A1[22]
- 1977—1979 E23 728—125 кВт (170к.с.), карбюратор Solex 4A1[23]

### M30B28
У 1977 році Bosch L-Jetronic з електронним уприскуванням палива було додано до 2788 см³ (170,1 куб. дюймів) версії. Потужність збільшена до 135 кВт (181 к.с.) і крутний момент збільшився до 240 Н·м (177 фунтів·фут).
- 1977—1978 E12 528i — тільки Північна Америка, 129 кВт (173 к.с.), ступінь стиснення 9,0:1
- 1978—1981 E12 528i — 177 к.с. (130 кВт)[24]
- 1979—1986 E23 728i
- 1979—1987 E24 628CSi
- 1981—1987 E28 528i[25]

### M30B30V
На основі версії M30B28V з 3 мм більший діаметр, M30B30V виробляє 180 к.с. (132 кВт) і 255 Н·м (188 фунтів·фут) використовує подвійні карбюратори Zenith 35/40 INAT і має ступінь стиснення 9,0:1. У комплектації Сполучених Штатів цей двигун випустив 170 к.с. (127 кВт) при 5800 об/хв.
Застосування:
- 1971—1975 E9 3.0 CS
- 1971—1972 E9 3.0 CSL
- 1971—1974 E3 3.0 S / 3.0 L / Баварія
- 1976—1979 E24 630 CS — 135 кв (181 к.с.), карбюратор Pierburg 4A1[15][29]
- 1977—1979 E23 730—135 кв (181 к.с.), карбюратор Solex 4 A 1[30]

### M30B30
Версія (2986 куб.см) з упорскуванням палива M30 дебютував у 1971 році в E9 3.0 CSi і спочатку використовував механічну систему впорскування палива Bosch D-Jetronic. У 1976 році система впорскування палива була модернізована до електронного впорскування палива Bosch L-Jetronic. M30B30 виробляє до 200 к.с. (147 кВт) і 272 н·м (200 фунтів·фут), залежно від модельного року та наявності каталітичного нейтралізатора. Ступінь стиснення 9,2:1. З каталітичним нейтралізатором ступінь стиснення становить 9:1.
Застосування:
- 1971—1975 E9 3.0 CSi — 147 кВт (200 к.с.)[32]
- 1972—1973 E9 3.0 CSL — 147 кВт (200 к.с.)
- 1972—1975 E3 3.0 Si — 147 кВт (200 к.с.)
- 1975—1978 E12 530i — тільки Північна Америка, 147 кВт (200 к.с.)[33]
- 1976—1976 E12 530 MLE — тільки Південна Африка, 147 кВт (200 к.с.)[34]
- 1977—1978 E24 630CSi — лише Північна Америка, 129 кВт (173 к.с.)[35]
- 1986—1995 E32 730i — 138 кВт (185 к.с.)[36][37]
- 1988—1990 E34 530i — 138 кВт (185 к.с.)

### M30B32
Незважаючи на місткість 3210 см³ (195,9 куб. дюймів), цей двигун з'явився в багатьох автомобілях із маркуванням 3,3 л (201 куб. дюйм) робочого об'єму, наприклад 633i, 3.3 Li та 733i. Ступінь стиснення 8,8:1. У купе E24 633CSi M30B32 використовує електронне вприскування палива Bosch L-Jetronic. Американська версія використовувала L-Jetronic з 1978 до середини 1981 року, перейшовши на цифрове вприскування палива Motronic у червні того ж року. BMW 732i 1979 року вперше застосувала систему впорскування палива Bosch Motronic. Діаметр циліндра 89 мм (3,50 дюйма), хід поршня дорівнює 86 мм (3,39 дюйма).
Застосування:
- 1973—1975 E9 3.0 CSL — 206 PS (152 кВт; 206 PS; 203 к. с.)[convert: недійсна опція], 3 153 см3 (192,4 дюйм3)
- 1976—1984 E24 633CSi — 145 або 147 кВт (197 або 200 PS; 194 або 197 гальм. к. с.) в євроспецифікаціях, 128—130 кВт (172—174 гальм. к. с.) у США спец
- 1976—1979 E3 3.3 Li — 147 кВт (200 PS; 197 гальм. к. с.)[39]
- 1977—1984 E23 733i — 147 кВт (200 PS; 197 гальм. к. с.) у специфікаціях Євро,[40] 130—145 кВт (174—194 гальм. к. с.) у США спец
- 1979—1981 E12 533i — тільки Північна Америка, 135 кВт (181 гальм. к. с.)[41]
- 1979—1986 E23 732i — 144 кВт (196 PS; 193 гальм. к. с.)
- 1982—1984 E28 533i — тільки Північна Америка, 135 кВт (181 гальм. к. с.)
- 1984—1986 E30 333i — тільки Південна Африка, 145 кВт (194 гальм. к. с.)

### M30B33V
Карбюраторний M30B33 виробляє 190 PS (140 кВт; 190 PS; 187 гальм. к. с.) і 289 Н⋅м (213 фунт⋅фут) . Має діаметр 89 мм (3,50 дюйм) і штрихом 88 мм (3,46 дюйм).
Застосування:
- 1973—1975 E3 3.3 L[44]

### M30B34
Двигуни M30B34, що продаються в Європі та на більшості інших ринків, використовували ступінь стиснення 10,0:1 і виробляли 218 PS (160 кВт; 218 PS; 215 к. с.). У Північній Америці та Японії M30B34 використовував ступінь стиснення 8,0:1 і виробляв 185 PS (136 кВт; 185 PS; 182 к. с.). Цей двигун також пропонувався в Європі з другої половини 1985 року до середини 1987 року. : 238 На всіх ринках використовувалася цифрова система вприскування палива Bosch Motronic. Діаметр 92 мм (3,62 дюйм), а штрих дорівнює 86 мм (3,39 дюйм).
Застосування:
- 1982—1987 E23 735i / L7
- 1982—1987 E24 635CSi / L6 — 218 PS (160 кВт) в євроспецифікаціях[15]: 241
- 1985—1988 E28 535i / 535is / M535i

### M30B35

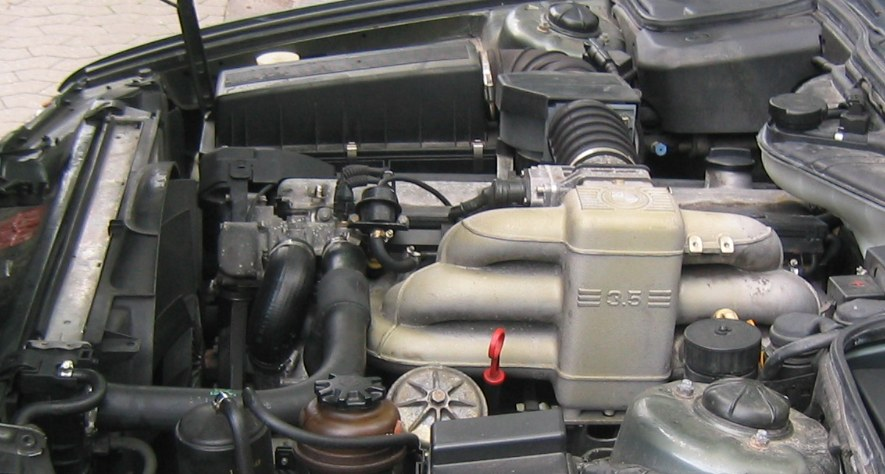
M30B35

Цей двигун має потужність 3 430 см3 (209,3 дюйм3), незважаючи на код моделі «B35». Він виробляє 155 кВт (211 PS; 208 к. с.) при 5700 об / хв і 305 Н⋅м (225 фунт⋅фут) при 4000 об/хв, має ступінь стиснення 9,0:1 і використовує цифрове вприскування палива Bosch Motronic 1.3. Він також пропонувався без каталітичного нейтралізатора для деяких ринків; ця версія створює 162 кВт (220 PS; 217 к. с.) і 315 Н⋅м (232 фунт⋅фут) при тих самих обертах двигуна.
Застосування:
- 1988—1989 E24 635CSi
- 1986—1992 E32 735i[47][48]
- 1987—1992 E34 535i
- 1988—1989 Rayton Fissore Magnum 3.5[49]

## Турбонаддув
M30 був основою для двигунів M102 і M106 з турбонаддувом.
Alpina B10 Biturbo використовувала модифіковану версію M30 з двома турбокомпресорами та кованими поршнями. Виробництво 265 кВт (355 гальм. к. с.) при 6000 об / хв і 520 Н⋅м (384 фунт⋅фут) при 4000 об/хв, двигун зробив цей автомобіль найшвидшим седаном у світі. Останні 50 блоків M30 були відправлені в Alpina для використання в останніх 50 B10 Biturbo.

### М102
M102 випускався з 1980 по 1982 рік. Це був перший шестициліндровий двигун BMW з турбонаддувом.
M102 (також відомий як M30B32LAE) має робочий об'єм 3 210 см3 (195,9 дюйм3). Турбокомпресор KKK K27 видає 9 psi (0,62 бар) наддуву та використовується проміжний охолоджувач повітря-повітря. Ступінь стиснення 7,0:1.
M102 виробляє 188 кВт (252 гальм. к. с.) і використовувався в E23 7 серії, в моделі отримав позначення «745i». M102 не був доступний для автомобілів з правим кермом, що призвело до появи південноафриканського 745i, який використовував замість нього атмосферний шестициліндровий двигун DOHC з наддувом BMW M88 .
Застосування:
- 1980—1982 E23 745i

### М106
M106 (також називається M30B34MAE) замінив M102 і випускався з 1982 по 1986 рік.
Деякі з модернізацій M106 порівняно з його попередником є результатом версії M30B34 M30, яка також була випущена в 1982 році. Ці оновлення включають керування двигуном Bosch Motronic і збільшення робочого об'єму до 3 430 см3 (209,3 дюйм3). Ступінь стиснення було збільшено з 7,0:1 до 8,0:1.
Пікова вихідна потужність та ж 185 кВт (248 гальм. к. с.) як M102, однак це відбувається при нижчих обертах, а максимальне наддув зменшується з 9 до 6 psi (0,62 до 0,41 бар).
Прямого наступника M106 не було, однак наступним бензиновим двигуном BMW з турбонаддувом став BMW N54, представлений у 2006 році.
Застосування:
- 1982—1986 E23 745i

## Motorsport

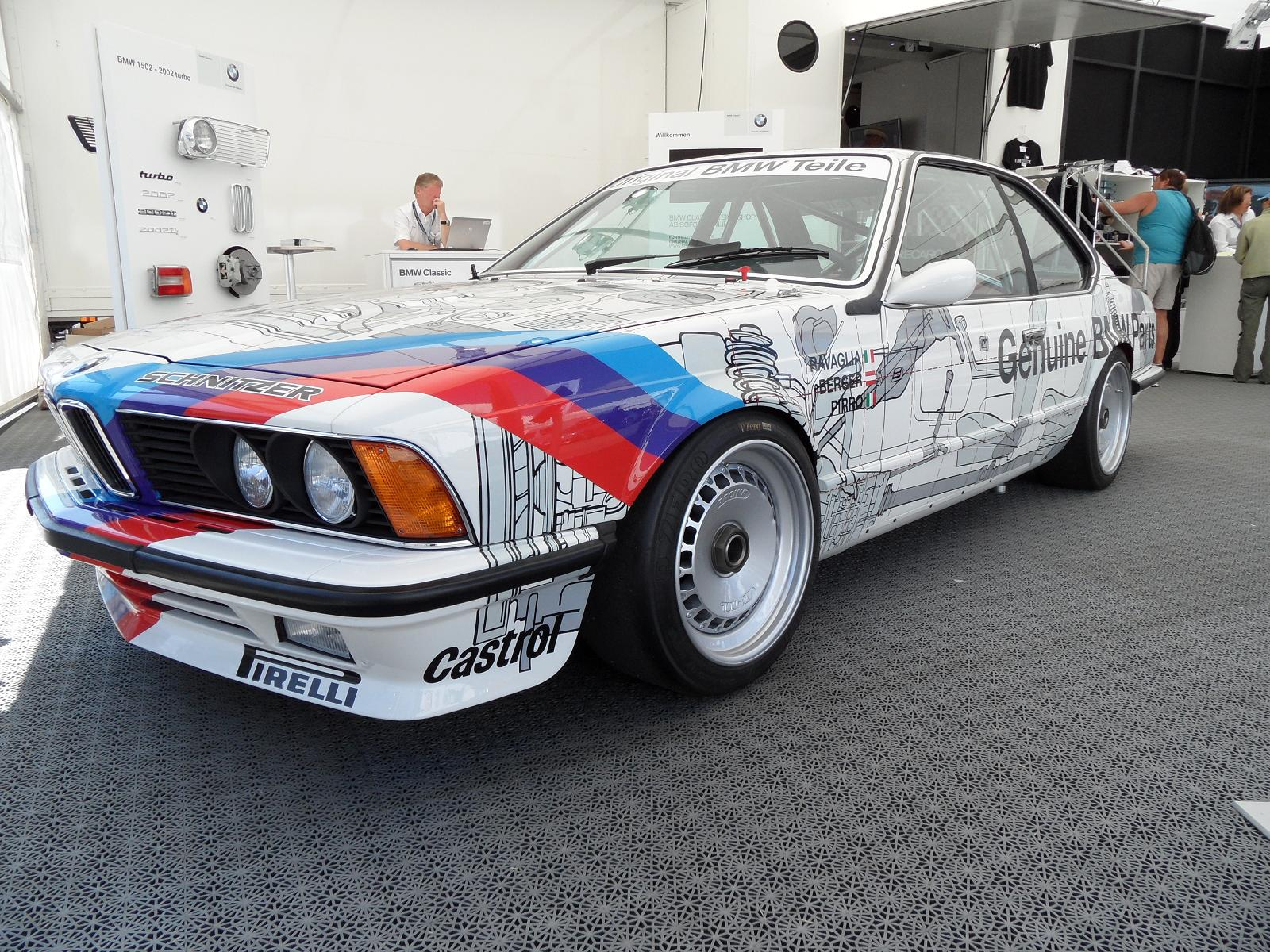
E24 635 CSi Група А

M30 оснащував серію купе E9 CSL і E24 6-ї серії на чемпіонаті Європи з туристичних автомобілів (ETCC) протягом 1970-х і до середини 1980-х років, навіть незважаючи на те, що потужніша 24-клапанна головка DOHC була розроблена для високопродуктивних автоспорту та вуличних змагань. використовувати.
Високопродуктивний двигун BMW M88 заснований на блоці M30.